# Pedro De la Vega
Pedro De la Vega (Olavarría, 7 februari 2001) is een Argentijns voetballer die doorgaans als aanvaller speelt. Hij stroomde in 2018 door vanuit de jeugd van Lanús.

## Carrière
De la Vega begon met voetballen bij Ferrocarril Sud en werd in 2015 opgenomen in de jeugd van Lanús. Hiervoor debuteerde hij op 16 september 2018 in het eerste elftal, tijdens een met 0–1 verloren wedstrijd in de Primera División thuis tegen Racing Club.

## Clubstatistieken
| Seizoen     | Club        | Competitie       | Competitie | Competitie | Beker | Beker | Internationaal | Internationaal | Totaal | Totaal |
| Seizoen     | Club        | Competitie       | Wed.       | Dlp.       | Wed.  | Dlp.  | Wed.           | Dlp.           | Wed.   | Dlp.   |
| ----------- | ----------- | ---------------- | ---------- | ---------- | ----- | ----- | -------------- | -------------- | ------ | ------ |
| 2018/19     | Lanús       | Primera División | 10         | 0          | 2     | 0     | —              | —              | 12     | 0      |
| 2019/20     | Lanús       | Primera División | 17         | 4          | 0     | 0     | 1              | 0              | 18     | 4      |
| Club totaal | Club totaal | Club totaal      | 27         | 4          | 2     | 0     | 1              | 0              | 30     | 4      |

Bijgewerkt t/m 18 april 2020

## Interlandcarrière
De la Vega nam met Argentinië –20 deel aan het Zuid-Amerikaans kampioenschap voetbal onder 20 - 2019, waarop zijn ploeggenoten en hij zich plaatsten voor het WK –20 van 2019. Hij was ook op dit toernooi actief.